# Leclercera thamkaewensis
Espèce
Leclercera thamkaewensis est une espèce d'araignées aranéomorphes de la famille des Psilodercidae.

## Distribution
Cette espèce est endémique de la province de Sa Kaeo en Thaïlande. Elle se rencontre à Klong Hat dans la grotte Tham Phet Sai Kaew.

## Description
Le mâle holotype mesure 2,50 mm et la femelle paratype 2,57 mm.

## Étymologie
Son nom d'espèce, composé de thamkaew et du suffixe latin -ensis, « qui vit dans, qui habite », lui a été donné en référence au lieu de sa découverte, la grotte Tham Phet Sai Kaew.

## Publication originale
- Chang & Li, 2020 : Thirty-one new species of the spider genus Leclercera from Southeast Asia (Araneae, Psilodercidae). ZooKeys, no 913, p. 1-87 (texte intégral).